# 6-й отдельный гвардейский миномётный дивизион реактивной артиллерии
6-й отдельный гвардейский миномётный Краснознамённый дивизион реактивной артиллерии  — воинская часть Вооружённых Сил СССР во время Великой Отечественной войны.

## История
Дивизион сформирован в Алабино осенью 1941 года.
В составе действующей армии с 1 ноября 1941 по 3 августа 1944 года.
В конце октября 1941 года переброшен в район Тихвина, принимал участие в Тихвинских оборонительной и наступательной операциях. Так, 27 ноября 1941 года, поддерживая части 191-й стрелковой дивизии, штурмующие Тихвин, наносит удар по северной окраине Заболотья и Фишевой Горы, 29 ноября 1941 года, поддерживая части 65-й стрелковой дивизии - по обороне на юге Тихвина, с 30 ноября 1941 года переброшен в Северную оперативную группу, со 2 декабря 1941 года поддерживает огнём на Лазаревичи наступление 44-й стрелковой дивизии и 46-й танковой бригады, 4 декабря 1941 года наносит удар по совхозу «1-е мая». После отвода войск противника из Тихвина 9 декабря 1941 года, вместе с войсками продолжает наступление, на 15 декабря 1941 года дислоцировался в Бесовке.
13 января 1942 года, обеспечивая наступление войск 4-й армии, выпустил три залпа по району, прилегавшему к Зеленцам и Лезно.
17 марта 1942 года вошёл в состав 21-го гвардейского миномётного полка, однако, числясь в его составе, действовал отдельно от полка до сентября 1942 года. С сентября 1942 года весь дальнейший боевой путь дивизион прошёл в составе полка. В дальнейшем, участвовал в Сталинградской битве, боях на Южной Украине, освобождении Крыма.
3 августа 1944 года переименован в 1-й миномётный дивизион 21-го гвардейского миномётного полка, таким образом прекратив своё существование как отдельная воинская часть.

## Подчинение
| Дата            | Фронт (округ)                                              | Армия                 | Дивизия | Корпус | Полк                                                   | Примечания                      |
| --------------- | ---------------------------------------------------------- | --------------------- | ------- | ------ | ------------------------------------------------------ | ------------------------------- |
| 01.11.1941 года | -                                                          | 4-я отдельная армия   | -       | -      | -                                                      | -                               |
| 01.12.1941 года | -                                                          | 4-я отдельная армия   | -       | -      | -                                                      | -                               |
| 01.01.1942 года | Волховский фронт                                           | 4-я армия             | -       | -      | -                                                      | -                               |
| 01.02.1942 года | Волховский фронт                                           | 2-я ударная армия     | -       | -      | -                                                      | -                               |
| 01.03.1942 года | Волховский фронт                                           | 52-я армия            | -       | -      | -                                                      | -                               |
| 01.04.1942 года | Волховский фронт                                           | 52-я армия            | -       | -      | 31-й гвардейский миномётный полк реактивной артиллерии | действовал в составе 59-я армии |
| 01.05.1942 года | Ленинградский фронт (Группа войск Волховского направления) | 2-я ударная армия     | -       | -      | 31-й гвардейский миномётный полк реактивной артиллерии | действовал в составе 59-я армии |
| 01.06.1942 года | Ленинградский фронт (Волховская группа войск)              | 4-я армия             | -       | -      | 31-й гвардейский миномётный полк реактивной артиллерии | действовал в составе 59-я армии |
| 01.07.1942 года | Волховский фронт                                           | 59-я армия            | -       | -      | -                                                      | -                               |
| 01.08.1942 года | Волховский фронт                                           | 4-я армия             | -       | -      | 21-й гвардейский миномётный полк реактивной артиллерии | действовал в составе 59-й армии |
| 01.09.1942 года | Сталинградский фронт                                       | 21-я армия            | -       | -      | 21-й гвардейский миномётный полк реактивной артиллерии | -                               |
| 01.10.1942 года | Донской фронт                                              | 24-я армия            | -       | -      | 21-й гвардейский миномётный полк реактивной артиллерии | -                               |
| 01.11.1942 года | Юго-Западный фронт                                         | 21-я армия            | -       | -      | 21-й гвардейский миномётный полк реактивной артиллерии | -                               |
| 01.12.1942 года | Юго-Западный фронт                                         | 5-я танковая армия    | -       | -      | 21-й гвардейский миномётный полк реактивной артиллерии | -                               |
| 01.01.1943 года | Юго-Западный фронт                                         | 5-я ударная армия     | -       | -      | 21-й гвардейский миномётный полк реактивной артиллерии | -                               |
| 01.02.1943 года | Южный фронт                                                | 5-я ударная армия     | -       | -      | 21-й гвардейский миномётный полк реактивной артиллерии | -                               |
| 01.03.1943 года | Южный фронт                                                | 5-я ударная армия     | -       | -      | 21-й гвардейский миномётный полк реактивной артиллерии | -                               |
| 01.04.1943 года | Южный фронт                                                | -                     | -       | -      | 21-й гвардейский миномётный полк реактивной артиллерии | -                               |
| 01.05.1943 года | Южный фронт                                                | -                     | -       | -      | 21-й гвардейский миномётный полк реактивной артиллерии | -                               |
| 01.06.1943 года | Южный фронт                                                | -                     | -       | -      | 21-й гвардейский миномётный полк реактивной артиллерии | -                               |
| 01.07.1943 года | Южный фронт                                                | -                     | -       | -      | 21-й гвардейский миномётный полк реактивной артиллерии | -                               |
| 01.08.1943 года | Южный фронт                                                | -                     | -       | -      | 21-й гвардейский миномётный полк реактивной артиллерии | -                               |
| 01.09.1943 года | Южный фронт                                                | -                     | -       | -      | 21-й гвардейский миномётный полк реактивной артиллерии | -                               |
| 01.10.1943 года | Южный фронт                                                | -                     | -       | -      | 21-й гвардейский миномётный полк реактивной артиллерии | -                               |
| 01.11.1943 года | 4-й Украинский фронт                                       | -                     | -       | -      | 21-й гвардейский миномётный полк реактивной артиллерии | -                               |
| 01.12.1943 года | 4-й Украинский фронт                                       | -                     | -       | -      | 21-й гвардейский миномётный полк реактивной артиллерии | -                               |
| 01.01.1944 года | 4-й Украинский фронт                                       | 3-я гвардейская армия | -       | -      | 21-й гвардейский миномётный полк реактивной артиллерии | -                               |
| 01.02.1944 года | 4-й Украинский фронт                                       | -                     | -       | -      | 21-й гвардейский миномётный полк реактивной артиллерии | -                               |
| 01.03.1944 года | 4-й Украинский фронт                                       | -                     | -       | -      | 21-й гвардейский миномётный полк реактивной артиллерии | -                               |
| 01.04.1944 года | 4-й Украинский фронт                                       | -                     | -       | -      | 21-й гвардейский миномётный полк реактивной артиллерии | -                               |
| 01.05.1944 года | 4-й Украинский фронт                                       | -                     | -       | -      | 21-й гвардейский миномётный полк реактивной артиллерии | -                               |
| 01.06.1944 года | 1-й Украинский фронт                                       | -                     | -       | -      | 21-й гвардейский миномётный полк реактивной артиллерии | -                               |
| 01.07.1944 года | 1-й Украинский фронт                                       | 3-я гвардейская армия | -       | -      | 21-й гвардейский миномётный полк реактивной артиллерии | -                               |
| 01.08.1944 года | 1-й Украинский фронт                                       | 3-я гвардейская армия | -       | -      | 21-й гвардейский миномётный полк реактивной артиллерии | -                               |

## Командиры
- капитан Ильин Иван Иванович (1941, в 1942 — НШ 55 ГМП)), капитан Диброва Иван Филиппович (с 11.1942 — ком-р 21 ГМП), капитан Бабешко Александр Александрович (12.1942, в 10.1942 — нш д-на, в 1943 — замком полка), майор Лущик Николай Федорович (до 1944, затем НШ полка), капитан Саватеев Владимир Александрович (1945);
- нш д-на ст. л-т Шафранский Владимир Алексеевич (1941, в 1942 — ком-р 108 гмд 36 ГМП); ком-р бат. л-т Диброва И. Ф. (1941, с 9.1942 — ком-р 6-го д-на);

## Награды и наименования
| Награда                | Дата                        | За что получена                |
| ---------------------- | --------------------------- | ------------------------------ |
| Гвардия                | 10.1941                     | при формировании               |
| Орден Красного Знамени | Указ ПВС СССР от 17.12.1941 | За отличия в боях под Тихвином |